# Leitmotiv

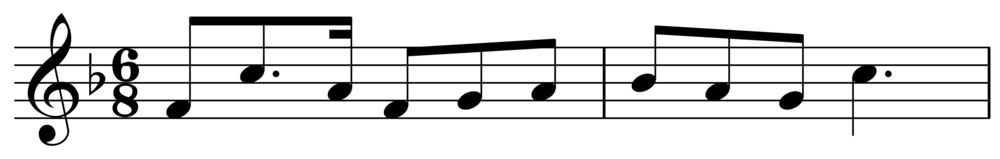
Exemple de leitmotiv.

Un leitmotiv (prononcé : /lɛt.mɔ.tiv/ à la française ou /ˈlaɪt.mo.ˌtiːf/ à l'allemande) — pluriel leitmotive, ou leitmotivs selon l'orthographe rectifiée — est une phrase musicale, une expression qui revient à plusieurs reprises dans une œuvre musicale ou littéraire, un discours, etc., et qui représente une idée, un concept ou un personnage.

## Étymologie
Le mot est un emprunt à la langue allemande, das Leitmotiv (« motif directeur »), formé du verbe leiten (« conduire », « diriger ») et du nom Motiv (« motif »). Il est apparu pour la première fois en 1860, au sujet des œuvres de Richard Wagner et de Franz Liszt.
Toutefois, c'est l'ouvrage de F. W. Jähns sur la vie et l'œuvre de Weber (Berlin, 1871) qui est généralement considéré comme l'acte de naissance du terme, qui deviendra courant avec Hans von Wolzogen et ses analyses de la musique de Wagner. 
Wagner, qui conduit le principe à son apogée, préfère en revanche utiliser les termes de Grundthema, Grundmotiv ou Hauptmotiv (« thème, motif fondamental, motif principal »).

## Historique et concept

### Musique
Le principe a d'abord été appliqué à la musique pour désigner un motif musical conducteur, un thème-clé répété au fil d'une œuvre pour imposer une idée, un personnage, et plus particulièrement dans l'opéra, tant cette forme musicale est propice à l'utilisation de techniques de réminiscences musicales ou d'associations significatives d'un motif avec un personnage, un sentiment ou une situation.
- Ainsi, dans Cosi fan tutte de Mozart, l'ouverture fait entendre un motif qui justifie le titre même de l'opéra, mais dont on ne pourra comprendre le sens que lorsque Don Alfonso le chantera sur les mots : « Cosi fan tutte ! » (« Ainsi font-elles toutes ! »).
- Toujours au XVIIIe siècle, des exemples de leitmotive (non désignés comme tels) sont décelables chez André Grétry et Étienne-Nicolas Méhul.
- Hector Berlioz, en 1830 avec la Symphonie fantastique utilise cette notion avec le thème de l'« idée fixe », représentant la femme aimée.
- Giacomo Meyerbeer, dont l'influence sur Wagner en ce domaine et dans d'autres est toujours en discussion, a aussi recours dans ses opéras à des formules de type leitmotive.

Le procédé a été repris au cinéma par John Williams notamment dans la saga Star Wars (par exemple le thème de la Force, ou encore celui de Dark Vador et de l'Empire, qui reviennent à plusieurs reprises dans la saga pour accompagner la personne ou le symbole auquel ils sont attribués), il est depuis beaucoup utilisé dans la musique de film.
Plus récemment c'est dans le registre de la série télévisée qu'on retrouve l'utilisation du leitmotiv, c'est le cas notamment de Bear McCreary pour la bande originale de la série Battlestar Galactica où le procédé permet d'illustrer certains personnages ou propos (le thème Cylon, l'hymne colonial ou encore celui de Kara Thrace) et de les relier dans la trame narrative des quatre saisons. Michael Giacchino utilise également ce procédé pour écrire la partition de la série Lost : Les Disparus.

### Chanson-thème
Ne doit pas être confondu avec ritournelle publicitaire ou indicatif musical.
Le terme leitmotiv est aussi utilisé pour désigner le motif musical principal d'un film, d'une émission, d'une comédie musicale, etc., qui est entendu périodiquement dans le déroulement de l'œuvre. Le leitmotiv est alors synonyme de chanson-thème ou, s'il est court, de jingle.